# Královská cesta (Hra o trůny)
Královská cesta nebo též Královská jízda (v anglickém originále The Kingsroad) je druhý díl první řady středověkého fantasy seriálu Hra o trůny. Ve Spojených státech měl premiéru 24. dubna 2011, sedm dní po uvedení prvního dílu Zima se blíží. Režie se, stejně jako v prvním díle, ujal Tim Van Patten a scénář napsali David Benioff a D. B. Weiss.

## Děj

### Dothrakové

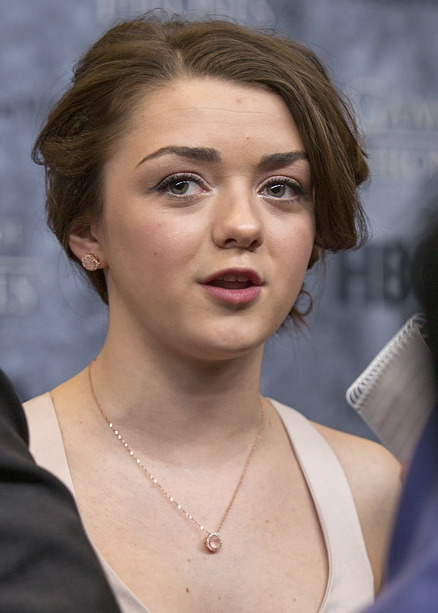
Maisie Williamsová, představitelka Aryi

Khalasar je na cestě do Vaes Dothrak, kmen doprovází i Daenerysin bratr Viserys (Harry Lloyd). Jorah Mormont (Iain Glen) během cesty oběma sourozencům prozradí, že je v exilu, protože prodával otroky. To je v Západozemí zakázané a Eddard Stark proto Joraha chtěl trestat.
Daenerys (Emilia Clarkeová) se těžko smiřuje s nepohodlným kočovným životem, navíc nemá co jíst, když odmítá koňské maso. Být se svým manželem, khalem Drogem (Jason Momoa) pro ni není zrovna příjemné a stále tak upírá svoji pozornost na tři zkamenělá dračí vejce, která dostala jako svatební dar. Má několik služebných, mezi nimi i kurtizánu Doreah (Roxanne McKee), kterou se rozhodne požádat, aby ji naučila potěšit khala Droga.

### Na Zimohradu

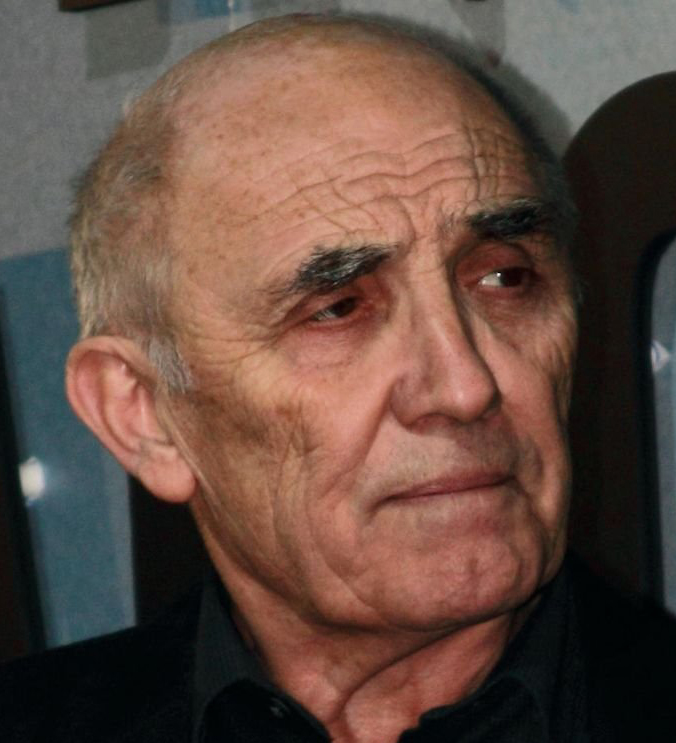
Donald Sumper, představitel mistra Luwina

Brandon (Isaac Hempstead-Wright) po pádu z věže déle jak měsíc spí. Na Zimohradu stále přebývají Jaime (Nikolaj Coster-Waldau) i Cersei (Lena Headeyová), kteří jsou ale nemile překvapeni, když jim jejich mladší bratr Tyrion (Peter Dinklage) sdělí, že si je jistý, že mladík přežije.
Rodina Starků se kvůli nové pozici Eddarda (Sean Bean) musí rozdělit. Lady Catelyn (Michelle Fairleyová) zůstává na Zimohradu, aby mohla pečovat o Brana, zatímco Robb (Richard Madden) musí zastupovat svého otce. Sansa (Sophie Turner) i Arya (Maisie Williamsová) s Nedem odjíždí a rodinu doprovází i Jon (Kit Harington), který se ale se strýčkem Benjenem (Joseph Mawle) vydává ke Zdi, kde chce složit přísahu. Ještě před odjezdem nechá Jon Arye ukovat meč, se kterým by mohla cvičit. Když jí ho daruje, Arya ho pojmenuje Jehla. Chce se rozloučit i s Branem a ačkoliv se setkává s výrazným nesouhlasem lady Catelyn, nevycouvá. Rodina pak odjíždí a na rozcestí se Jon zeptá Eddarda na svoji matku; ten mu ale odpoví, že si o tom promluví, až se uvidí příště. Společně s Jonem se Zeď rozhodne navštívit Tyrion. Když pak výprava Neda Starka a krále Roberta (Mark Addy) zastaví na jídlo, Robert se Eddardovi svěří s obavami: totiž strachem z Daenerys Targaryen. Zprávy o její svatbě s khalem Drogem, „Koňákem“, se totiž donesly až do Západozemí a Robert se bojí toho, že až dívka porodí syna, celý khalasar se vydá dobýt Sedm království.
Po odchodu Neda ze Zimohradu Catelyn bdí u Brana, který stále spí. Robb se pokouší matku donutit, aby začala fungovat i jako majordom hradu, jak by měla. Lady Stark ale nesouhlasí a i vypukne na hradě požár, nevzdálí se od Brana. V tu chvíli do pokoje vstupuje neznámý muž s dýkou, najatý, aby zavraždil Brana. Catelyn s ním bojuje, ale prohrává. Když už se muž vydá ke spícímu chlapci, do situace zasáhne Léto, Branův zlovlk, který muži prokousne hrdlo. Najatý muž vzbudí v lady pochybnosti o pádu Brana z věže a vydá se na místo vydá, kde najde dlouhý zlatý vlas. Sejde se s Robbem, mistrem Luwinem (Donald Sumpter), Serem Rodrikem Casselem (Ron Donachie) a Theonem Greyjoyem (Alfie Allen) a tam jim sdělí, že se vydá do Králova přístaviště za Nedem, aby mu pověděla o svém podezření.
Když Ned zabije Lady, na Zimohradu se Bran probudí ze spánku.

### Na Zdi
Jon a Tyrion cestují ke Zdi a Jon je zklamán rekruty, kteří jdou na Zeď, aby nebyli souzeni za své zločiny. Tyrion se ještě snaží Jona přesvědčit, aby se zbavil své představy o Zdi, kde jsou pouze ušlechtilí strážní, podle něj je to totiž spíše místo pro zločince, vězně a bastardy, čemuž ale Jon nevěří.

### Královská družina
Arya cvičí boj se synem řezníka Mycahem (Rhodri Hosking), když na scénu přijde Joffrey (Jack Gleeson) a Sansa, kteří se procházeli po okolí. Joffrey vidí oba šermovat holemi a posmívá se jim, nakonec namíří pravý meč na Mycaha a chce s ním bojovat. Když chlapce pořeže ve tváři, Arya se neudrží a na prince zaútočí. Joffrey jí to chce oplatit, když se ji ale chystá uhodit, přiběhne Nymeria, Aryin zlovlk, a prince kousne. Poradí Joffreyho a Arya jeho meč hodí do řeky. Tuší ale, že Nymerii hrozí nebezpečí a proto ji zažene do lesů.
Princ běží za Cersei a lže, že Nymeria ho napadla, jen co ho spatřila. Královna uvěří a nutí Roberta, aby Starky potrestal. Jediným nestranným svědkem je tak Sansa, která raději potvrdí Joffreyho lež, než aby přišla o možnost stát se jeho manželkou. Cersei tak donutí Roberta, aby vynesl rozsudek a nechal zlovlka zabít. Protože ale Nymeria není k nalezení, zabijí Lady, Sansina zlovlka. Ned navíc při své pochůzce uvidí i znetvořené tělo řezníkova syna Mycaha.

## Produkce

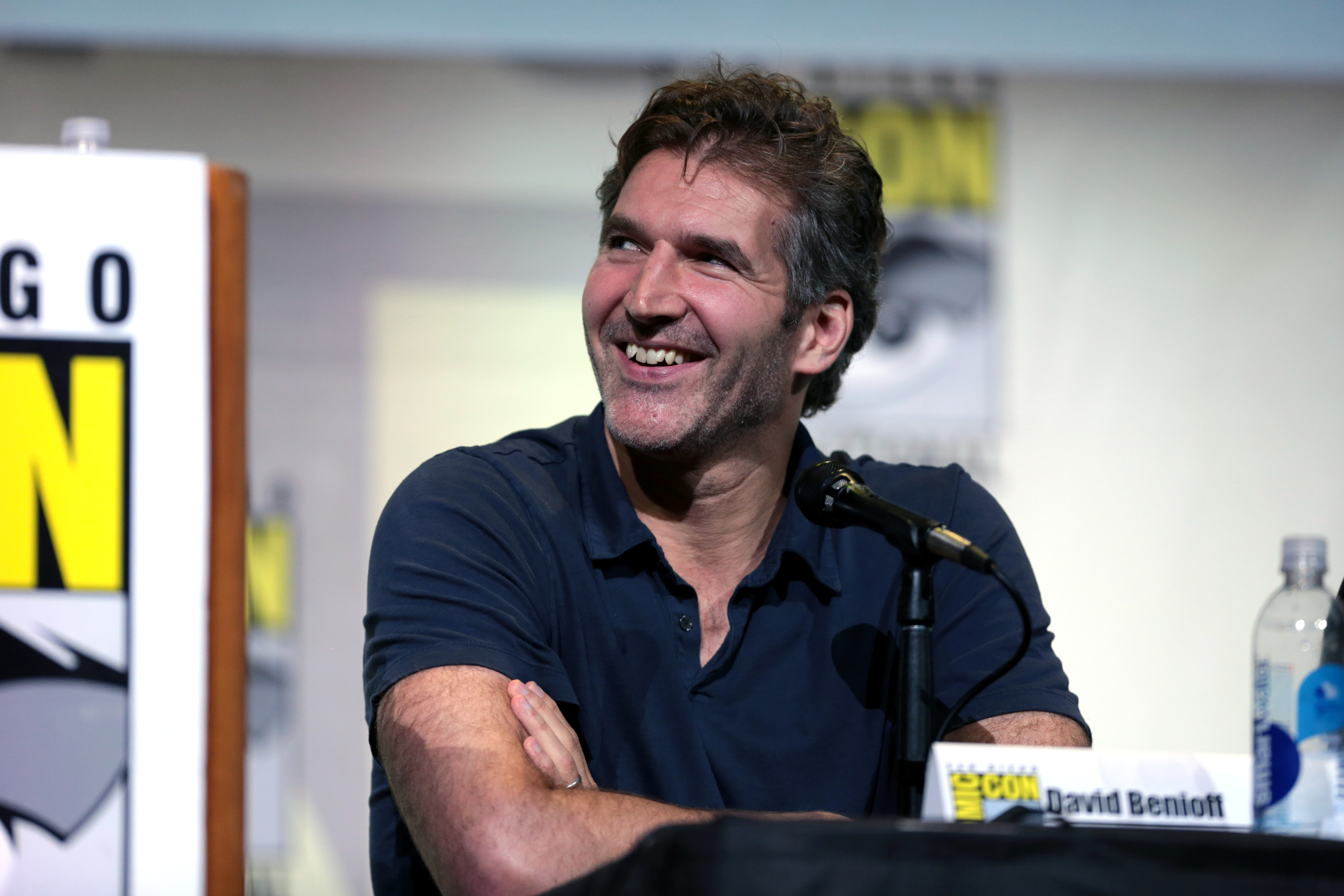
David Benioff na San Diego Comic Conu v roce 2016

Druhá epizoda seriálu byla režírována Timem van Pattenem, stejně jako první díl; scénář napsali David Benioff a D. B. Weiss. Její děj jvychází z knih George R. R. Martina, kapitol Tyrion I., Jon II., Eddard II., Tyrion II., Catelyn III., Sansa I., Eddard III., Bran III., a Daenerys III. Většina scén odpovídá knižní předloze, některé, například konfrontace mezi Jaimem Lannisterem a Jonem Sněhem, jsou vymyšlené scenáristy. Podlé knihy též nejsou členy Malé rady Robertův bratr Renly ani Ser Barristan Selmy.
V seriálu se poprvé představil kat Illyn Payne, kterého zde ztvární hudebník Wilko Johnson. Též je zde velké množství scén se zlovlky, což se ukázalo obtížnější, než se zpočátku zdálo. Tvůrci původně zamýšleli využití skutečných vlků, kvůli dětským hercům se ale rozhodli použít křížence zvaného Northern Inuit Dog. Oficiálně se o plemeno nejedná, avšak scenáristům se hodila jejich podobnost se skutečnými vlky. V závěrečné scéně, kdy měl Eddard alias Sean Bean zabít Lady, byla fena tak nervózní, že se se scéna téměř nedala natáčet. Po skončení natáčení Sophie Turner, představitelka Sansy Stark, svého „zlovlka“, skutečným jménem Zunni, adoptovala.